# Tobias pulcher
Tobias pulcher là một loài nhện trong họ Thomisidae.
Loài này thuộc chi Tobias. Tobias pulcher được Cândido Firmino de Mello-Leitão miêu tả năm 1929.